# Deutsche Meisterschaft im Straßenrennen 1988 (Amateure)
Die Deutsche Meisterschaft im Straßenrennen der Amateure 1988 wurde am 26. Juni in Höhr-Grenzhausen im Westerwaldkreis in Rheinland-Pfalz ausgetragen. Startberechtigt waren die Amateure mit einer Lizenz des Bundes Deutscher Radfahrer. Die Strecke war 195 Kilometer lang.

## Rennverlauf
Mehr als 200 Radrennfahrer gingen an den Start. Das Rennen war durch viele Attacken kleiner Gruppen und einzelner Fahrer geprägt. Erst zehn Kilometer vor dem Ziel formierte sich die entscheidende Gruppe von fünf Fahrern, die dem allein führenden Dariusz Kajser folgte. Aus dem Hauptfeld konnte sich noch Bernd Gröne lösen, der diese Gruppe kurz vor dem Ziel überholte und auch noch zu Kajser auffuhr und diesen im Endspurt besiegen konnte. Kritik an der Meisterschaft gab es nach dem Rennen an der Größe des Starterfeldes, da es zu zahlreichen Stürzen kam.

## Ergebnis
|     | Fahrer         | Verein                   | Zeit (h)        |
| --- | -------------- | ------------------------ | --------------- |
| 01. | Bernd Gröne    | RC Olympia Dortmund      | 5:06:19         |
| 02. | Dariusz Kajser | Germania Hamburg         | + 00:03 Minuten |
| 03. | Mike Kluge     | RC Charlottenburg        | + 00:19 Minuten |
| 04. | Thomas Benz    | RV Stuttgardia Stuttgart | gl. Zeit        |
| 05. | Peter Gänsler  | RSV Öschelbronn          | + 00:23 Minuten |
| 06. | Udo Bölts      | RC Olympia Dortmund      | + 00:25 Minuten |
| 0 … |                |                          |                 |